# Лукавица (Бардјејов)
Лукавица (слч. Lukavica) насељено је мјесто са административним статусом сеоске општине (слч. obec) у округу Бардјејов, у Прешовском крају, Словачка Република.

## Становништво
| Година:    | 1994. | 2004.   | 2014.  | 2024.   |
| ---------- | ----- | ------- | ------ | ------- |
| Број људи: | 399   | 375     | 381    | 371     |
| Разлика:   |       | -6,01 % | +1,6 % | -2,62 % |

| Година:    | 2023. | 2024.   |
| ---------- | ----- | ------- |
| Број људи: | 376   | 371     |
| Разлика:   |       | -1,32 % |

Према подацима о броју становника из 2024. године насеље је имало 371 становника.